# The Specialist
The Specialist (Alternativtitel: Der Spezialist) ist ein US-amerikanischer Actionfilm des Regisseurs Luis Llosa aus dem Jahr 1994. Die Hauptrollen spielten Sylvester Stallone und Sharon Stone.

## Handlung
Im Jahr 1984 sollen die Sprengstoffexperten Ray Quick und Ned Trent in Kolumbien im Auftrag der CIA das Auto eines Drogenbarons in die Luft sprengen. Als Quick sieht, dass ein Kind mit im Auto sitzt, will er die Sprengung verhindern, doch Trent sorgt dafür, dass die Explosion stattfindet und so die Fahrzeuginsassen sterben. Quick schlägt Trent zusammen und verlässt die CIA.
Jahre später arbeitet Quick als unabhängiger Killer. Über eine Internetseite nimmt er Aufträge entgegen und entscheidet, welche davon er annimmt. Er hat sich darauf spezialisiert, seine Opfer mit exakt bemessenen Sprengladungen zu töten, die keine Kollateralschäden verursachen. Eines Tages wird er von May Munro kontaktiert, deren Eltern von Tomas Leon und seinen Männern liquidiert wurden. Sie war noch ein Kind und musste die Hinrichtung im Schrank versteckt mit ansehen. Seitdem ist sie auf Rache aus. Quick ist von der Schönheit Munros und ihrer Geschichte fasziniert und nimmt den Auftrag an.
Quick stimmt zu, dass Munro sich als Adrian Hastings an Tomas Leon heranmacht. Der ist der Sohn des Mafiabosses Joe Leon, für den wiederum Trent als Sicherheitsexperte arbeitet. Tomas nimmt sich Munro als Geliebte, während Quick die Mittelsmänner des Mafiaclans der Reihe nach durch seine speziellen Sprengladungen ausschaltet. Trent erkennt darin die Handschrift Quicks und lässt sich durch Joes Beziehungen ins Bombenkommando der Polizei einschleusen, um die Suche nach Quick zu beschleunigen. Zugleich wird offenbar, dass Munro in Trents Auftrag Quick engagiert hat, um diesem eine Falle zu stellen: Trent musste nach dem Vorfall in Kolumbien die CIA verlassen und will nun Quick aufspüren, um ihn zu beseitigen.
Schließlich bereitet Quick eine Sprengfalle für Tomas vor, doch als diese zündet, ist Munro mit im Raum und wird scheinbar ebenfalls getötet. Joe gibt Trent die Schuld für Tomas’ Tod, da er als Sicherheitschef versagt habe, und lässt ihn nur deshalb am Leben, damit er Quick endlich aufspürt. Trent lässt Quick eine fingierte Anfrage über den Online-Dienst zukommen, doch der erkennt die Falle und lockt Trent und das Bombenkommando zu einem alten Lagerhaus, das er in die Luft jagt, jedoch ohne jemanden zu verletzen.
Auf der vermeintlichen Beerdigung von Munro alias Hastings stellt Quick fest, dass sie ihren Tod nur vorgetäuscht hat. Sie ziehen sich in ein Hotelzimmer zurück und werden intim. Danach verlässt sie das Hotelzimmer und wird von Trent aufgegriffen, der sie festhält. Vom Hotelpersonal erfährt er, auf welchem Zimmer Quick sich aufhält, und schickt seine Leute dorthin. Doch Munro kann Quick telefonisch warnen. Der installiert eine improvisierte Sprengfalle, wodurch drei von Trents Leuten mitsamt dem halben Apartment ins Meer stürzen.
Trent intensiviert seine Bemühungen, Quicks Aufenthaltsort zu erfahren, und wird schließlich fündig. Er veranlasst, dass ein großes Polizeiaufgebot Quicks Unterschlupf umstellt, eine alte Lagerhalle am Hafen. Trent schickt Munro mit einer Wanze hinein, um sicherzugehen, dass Quick vor Ort ist. Der hat das Gebäude mit Sprengladungen gespickt und aktiviert die Kontaktzünder, als er bemerkt, dass er entdeckt wurde. Trent verschafft sich Zugang und hält Quick mit einer Pistole in Schach, doch dann tritt er auf einen Kontakt, der eine Explosion unter ihm auslöst. Nacheinander detonieren die Sprengladungen und jagen das ganze Gebäude in die Luft, während Quick und Munro im letzten Moment unbemerkt durch eine Bodenluke verschwinden.
Am nächsten Tag liest Joe Leon die Nachrichten von dem explodierten Lagerhaus und dem Tod Trents, Quicks und Munros in der Zeitung. In einem Päckchen erhält er eine Kette mit einem Medaillon, das ein Foto der kleinen May Munro mit ihren Eltern enthält und das unmittelbar darauf explodiert. Draußen steigen Quick und Munro zufrieden ins Auto und fahren davon.

## Kritiken
„Eine ganz auf die beiden Hauptdarsteller zugeschnittene unerquickliche Mischung aus menschenverachtenden Gewalt- und Sexszenen, die in ihrer einfältigen Dramaturgie so voraussehbar ist, daß sich schon bald jegliche Spannung verliert.“

„Trampelhafter Actionfilm von Luis Llosa mit einer der schlechtesten Sexszenen der Filmgeschichte.“

„Die erotische Rache-Gurke ist ungefähr so explosiv wie nasser Sprengstoff. Fazit: Es bumst, es rumst, aber es zündet nicht.“

## Auszeichnungen
Sharon Stone wurde für den Filmpreis MTV Movie Award nominiert. John Barry gewann den BMI Film Music Award.
Der Film erhielt die Goldene Himbeere in zwei Kategorien: Für Sharon Stone sowie für das Paar Sylvester Stallone und Sharon Stone. Er wurde in drei weiteren Kategorien für die Goldene Himbeere nominiert: Für Sylvester Stallone, Rod Steiger und den Produzenten Jerry Weintraub.

## Hintergrund
Die Produktionskosten betrugen ca. 45 Millionen US-Dollar. Der Film spielte in den Kinos der USA ca. 57 Millionen und weltweit ca. 170 Millionen US-Dollar ein. In Deutschland verzeichnete man ca. 1,2 Mio. Kinobesucher.